# Lisa della Casa

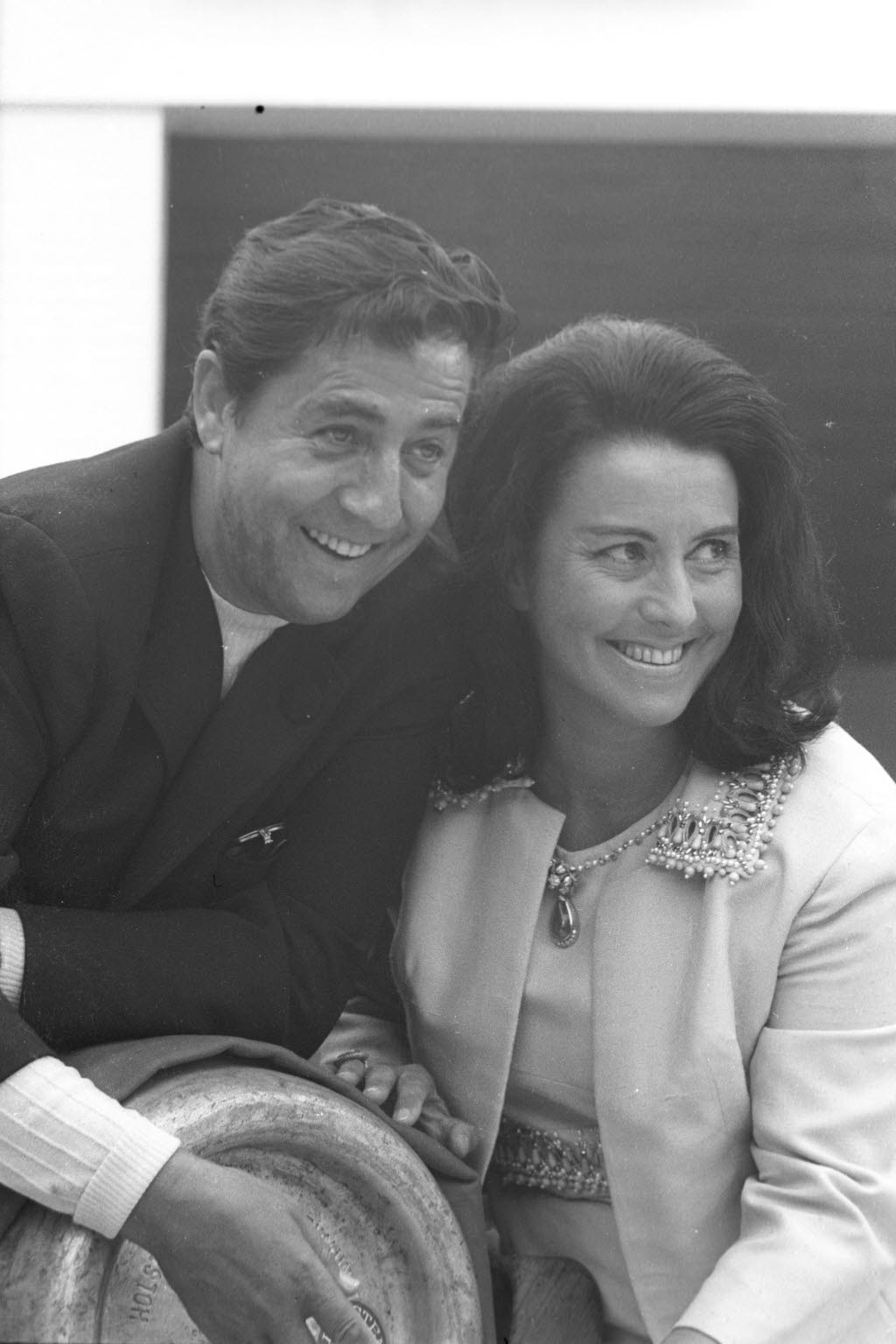
Lisa della Casa mit Vico Torriani (1968)

Lisa della Casa (* 2. Februar 1919 in Burgdorf BE; † 10. Dezember 2012 in Münsterlingen) war eine Schweizer Opernsängerin (Sopran). Sie galt als eine der herausragenden Strauss- und Mozart-Interpretinnen.

## Leben
Lisa Della Casa wurde als zweites Kind des Augenarztes Dr. Francesco Roberto Della Casa (1879–1949) und seiner Ehefrau Margarete (1877–1948) geboren. Ab dem 15. Lebensjahr erhielt sie Gesangsunterricht. Ihr Gesangsstudium verfolgte sie in Bern und Zürich bei Margarethe Haeser. Ihren ersten Auftritt als Opernsängerin hatte sie 1949 in Solothurn-Biel in der Rolle der Cio-Cio-San in Puccinis Madame Butterfly. Sie debütierte 1943 am Stadttheater Zürich, wo sie bis 1950 zum Ensemble gehörte, und sang 1947 erstmals bei den Salzburger Festspielen.
Im Film Füsilier Wipf (1938) von Leopold Lindtberg mit Paul Hubschmid in der Hauptrolle spielte della Casa das Vreneli (Sprechrolle). Im Film Mier lönd nöd lugg von 1940 spielte sie neben Paul Hubschmid, Max Knapp und Max Werner Lenz die Hauptrolle.
Della Casa war ab 1947 Mitglied der Wiener Staatsoper, von 1953 bis 1968 der Metropolitan Opera in New York sowie ständiger Gast der Bayerischen Staatsoper München und der Salzburger Festspiele. 1951 trat sie bei den Festspielen in Glyndebourne auf. Ein Jahr darauf debütierte sie bei den Bayreuther Festspielen als Eva in Die Meistersinger von Nürnberg unter Hans Knappertsbusch. Dort blieb es bei dem einmaligen Auftritt, da nach ihren eigenen Aussagen, sie die Atmosphäre als steif und prätentiös empfunden hatte. Ebenfalls 1952 erfolgte ihre Ernennung zur Kammersängerin.

### Familie

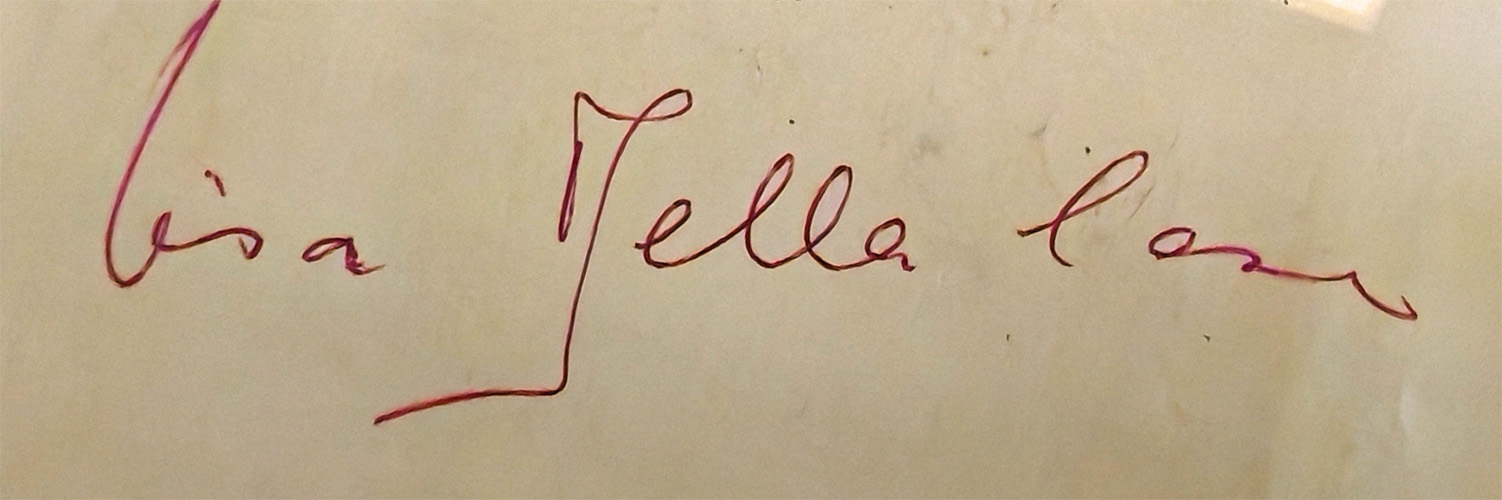
Signatur von Lisa della Casa

1944 heiratete Lisa della Casa in erster Ehe den aus Langenthal stammenden Ernst Geiser, sie liess sich fünf Jahre später von ihm scheiden. Ende 1949 heiratete sie in zweiter Ehe den serbischen Kunsthistoriker, Musikwissenschaftler und Publizisten Dragan Debeljevic (1921–2014). 1951 wurde ihre Tochter Vesna-Rajka geboren. Ein Jahr davor erwarb sie mit ihrem zweiten Mann Schloss Gottlieben am Bodensee, wo sie bis zu ihrem Tod in völliger Zurückgezogenheit lebte.
Sie zog sich 1974 überraschend von der Bühne zurück. Das Ende ihrer Karriere hatte mit einem persönlichen Schicksalsschlag – der schweren Erkrankung ihrer Tochter Vesna – zu tun. Unter dem Titel Ein Leben mit Lisa Della Casa veröffentlichte Dragan Debeljevic ein Jahr darauf ihre Biographie.
Vorfahren von Lisa della Casa begründeten in Bern unter dem Familiennamen ein bekanntes Restaurant, das noch heute existiert. Am 10. Dezember 2012 verstarb Lisa Della Casa in Münsterlingen am Bodensee.

## Werk
Lisa della Casa war eine der massstabsetzenden Persönlichkeiten der Nachkriegszeit vor allem im Mozart- und Richard-Strauss-Fach. 
Als Arabella in Strauss’ gleichnamiger Oper war sie nach allgemeinem Konsens eine bis heute nicht mehr erreichte Idealbesetzung. Sie sang die Partie in zwei Gesamtaufnahmen, eine unter Georg Solti mit George London, eine unter Joseph Keilberth mit Dietrich Fischer-Dieskau. Sie war eine der wenigen Künstlerinnen, die im Rosenkavalier alle drei Frauenpartien – Marschallin, Octavian, Sophie – verkörpert haben. Ebenfalls legendär im Strauss-Repertoire waren die Titelrolle in Ariadne auf Naxos, die Chrysothemis in Elektra und die Gräfin in Capriccio. Im Mozart-Fach verkörperte sie alle bedeutenden Sopranrollen ihres Fachs, vor allem die Gräfin in Le nozze di Figaro, Donna Elvira und Donna Anna in Don Giovanni, Fiordiligi in Così fan tutte, Ilia in Idomeneo und Pamina in der Zauberflöte.
In Bayreuth sang sie die Eva in den Meistersingern. Ausflüge ins hochdramatische Fach hielten sich in Grenzen. So versuchte sie die Salome nur einmal in München. Im modernen Fach trat sie als Uraufführungssängerin der Oper Der Prozess von Gottfried von Einem 1953 bei den Salzburger Festspielen unter Karl Böhm hervor, in Zürich hatte sie in Uraufführungen 1947 bei der Operette Tic-Tac von Paul Burkhard und 1949 bei der Oper Die schwarze Spinne von Willy Burkhard mitgewirkt. Als Liedinterpretin trat della Casa gemeinsam mit dem Pianisten Sebastian Peschko hervor.

## Ehrungen
Lisa della Casa wurde mehrfach geehrt, u. a. mit dem Österreichischen Ehrenkreuz für Wissenschaft und Kunst I. Klasse, der Goldenen Medaille der Stadt Wien, dem Hans Reinhart-Ring und der Golden Opera Medal. Sie war Österreichische und Bayerische Kammersängerin sowie Ehrenmitglied der Wiener Staatsoper. Im Juli 2012 ernannte sie Frankreich zum Commandeur im Ordre des Arts et des Lettres.